# Thiesmeiersche und Meiersche Quellen

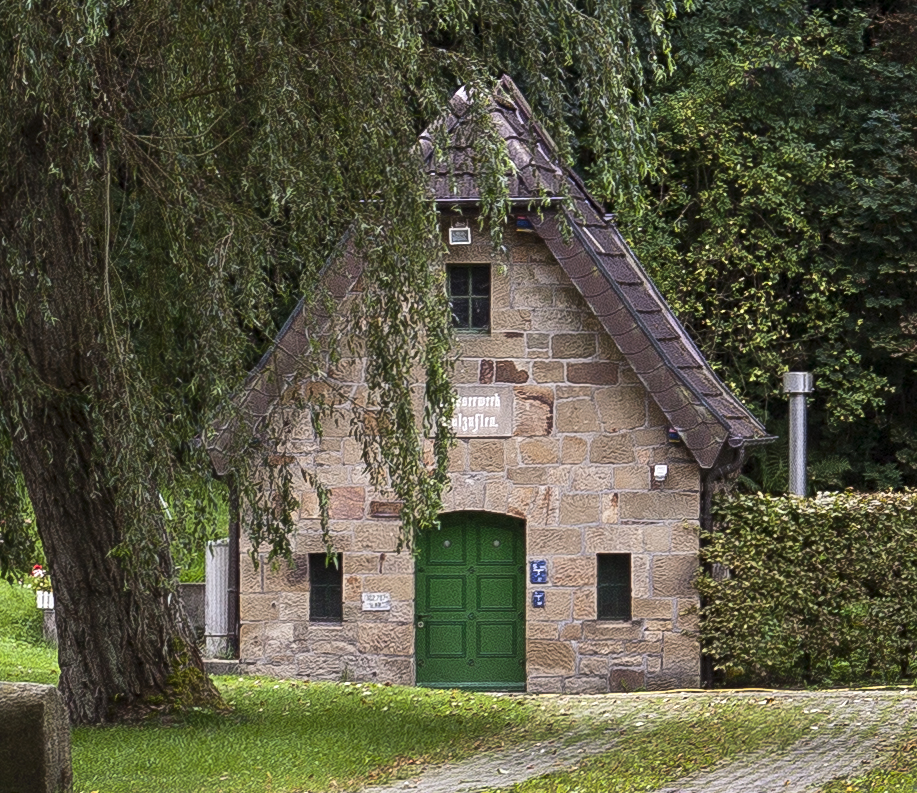
„Sammelbehälter Pumpe III“

Die drei Objekte der Thiesmeierschen und Meierschen Quellen sind ein mit der Nummer 184 in die Denkmalliste der Stadt Bad Salzuflen im nordrhein-westfälischen Kreis Lippe in Deutschland eingetragenes Baudenkmal.
Die Eintragung erfolgte am 29. Juli 1998; Grundlage für die Aufnahme in die Denkmalliste ist das Denkmalschutzgesetz Nordrhein-Westfalens (DSchG NRW).

## Lage
Der „Sammelbehälter Pumpe III“, das „Gebäude Pumpwerk IV“ sowie eine „Teichanlage einschließlich Mönch“ befinden sich in der zum Bad Salzufler Ortsteil Wüsten gehörenden „Waldemeine“, rund ein Kilometer südlich der Wüstener Ortsmitte.
Mit der Eingemeindung Wüstens nach Bad Salzuflen und der Vergabe von neuen Straßennamen bekam das Grundstück „Unterwüsten Nr. 62“ die Anschrift „Auf der Heide 79“.

## Geschichte
Die Stadtverordnetenversammlung Salzuflens fasste – nach einer Typhus-Epidemie im Sommer 1899 – am 23. Januar 1900 den Beschluss, eine zentrale Wasserversorgung für Salzuflen aufzubauen. 1902 wurde der Auftrag für die Erschließung der „Meierjohann’schen Quellen“ an die Firma Grastorf aus Hannover erteilt, doch bereits 1908 zeigte sich, dass diese Quellfassung alleine nicht mehr ausreichte. Der Ingenieur Leithäuser erarbeitete daraufhin die Unterlagen zur Nutzung der „Meierschen Quellen“. Die um 1909 errichtete Anlage der „Thiesmeierschen und Meierschen Quellen“ schüttete 1913 49.000 Liter in der Stunde.

## Beschreibung
Der „Sammelbehälter Pumpe III“ ist ein auf rechteckigem Grundriss errichtetes Bruchsteingebäude mit Krüppelwalmdach, Tonziegeleindeckung und axial angeordneter Eingangstür mit Stichbogen. Links und rechts der Tür befindet sich je ein kleines Fenster, über der Tür ein Inschriftsstein „Wasserwerk Salzuflen“ und darüber ein mittig angeordnetes sprossiertes Fenster. Im rückwärtigen Erdbereich liegt ein kreisrunder um den Mittelpunkt eingewölbter Erdbehälter.

## Baudenkmal
Bei den Anlagen der städtischen Wasserversorgung in Wüsten handelt es sich um Baudenkmale im Sinne des DSchG NW.

„Sammelbehälter Pumpe III“ und „Gebäude Pumpwerk IV“ der „Thiesmeierschen und Meierschen Quellen“ sind bedeutend für die geschichtliche Entwicklung der Wasserversorgung in der Stadt Bad Salzuflen. Sie erfüllen die Funktion von Dokumenten. Die Bedeutung für die Menschen ergibt sich schlüssig aus der Tatsache, dass mit Aufbau der zentralen Wasserversorgung nicht nur ausreichend Trinkwasser bzw. Feuerlöschwasser zur Verfügung stand, sondern dieses auch im Gegensatz zur vorhergehenden Einzelbrunnenversorgung hygienisch einwandfrei war.
Heutiger Eigentümer der Anlagen sind die Stadtwerke Bad Salzuflen.